# Petur Reinert
Petur Reinert (* 28. Februar 1978) ist ein färöischer Fußballspieler und -schiedsrichter. Von 2007 bis 2017 war er neben Alex Troleis als FIFA-Schiedsrichter im Einsatz.

## Karriere

### Als Spieler
Reinert war ab 1996 für LÍF Leirvík aktiv, kam für die erste Mannschaft jedoch nur selten zum Einsatz. 1998 debütierte er im Erstrundenspiel des Pokals gegen Royn Hvalba, als er in der 74. Minute für Kristian í Vági eingewechselt wurde. Das Spiel ging auswärts mit 1:2 verloren. 1999 brachte er es auf fünf Pokaleinsätze, zudem wurde er nach dem 2:1-Hinspielerfolg in der Relegation um den Aufstieg in die erste Liga gegen SÍ Sumba im Rückspiel in der 83. Minute beim Endstand von 0:5 für Kristian á Reynatrøð eingewechselt. Danach stand er noch einmal 2000 und 2005 im Aufgebot, zu weiteren Einsätzen kam es jedoch nicht.

### Als Schiedsrichter
Reinert wurde 1996 zunächst jeweils zwei Mal im färöischen Pokal der Frauen sowie deren ersten Liga eingesetzt, ebenso viele Partien leitete er in der dritten Liga der Männer. In der nächsten Saison kam er hauptsächlich in der zweiten und dritten Liga der Männer zum Einsatz, in der Summe waren es bei Männern und Frauen 20 Spiele. Zu seiner ersten Partie in der ersten Liga der Männer kam es erst 1999 am 15. Spieltag zwischen B68 Toftir und VB Vágur. 2000 folgte mit der Partie zwischen TB Tvøroyri und GÍ Gøta das erste Pokalspiel der Männer, weitere fünf Pokalspiele kamen in diesem Jahr noch hinzu. Dies war zugleich das erste Jahr, in welchem Reinert ausschließlich bei den Männern eingesetzt wurde. In den nächsten beiden Jahren leitete er nur zwei beziehungsweise ein Spiel, 2003 setzte Reinert ganz aus. Zur zweiten Saisonhälfte 2004 kehrte er wieder auf den Fußballplatz zurück, das Jahr darauf leitete er bereits 30 Partien. 2006 kam er in 26 Spielen der ersten Liga der Männer zum Einsatz, was bis heute den Rekord darstellt. Hierbei leitete Reinert aufgrund von Spielverlegungen an mehreren Spieltagen zwei Begegnungen. 2007, 2008 und 2011 kam Reinert als Schiedsrichter ebenfalls am häufigsten in der ersten Liga zum Einsatz.
Ebenfalls 2006 leitete Reinert im Rahmen der Nordischen Meisterschaft zwei Spiele, die Begegnung zwischen England und Schweden war sein erster Einsatz auf internationaler Ebene. Somit wurde er dort Nachfolger von Lassin Isaksen, der Ende 2006 seine Karriere beendete. Im Klubfußball kam Reinert zudem im UEFA Intertoto Cup bei der Begegnung zwischen Vėtra Vilnius und AFC Llanelli zum Einsatz. Auf Länderspielebene ging es mit dem Spiel in der Qualifikation zur U-21-EM zwischen Lettland und San Marino weiter. Im selben Jahr leitete Reinert in der 1. deild karla, der zweithöchsten isländischen Spielklasse der Männer, mit der Partie zwischen Fjölnir Reykjavík und UMF Stjarnan auch zum ersten Mal ein Spiel einer ausländischen Liga. Zudem wurde er für den färöischen Supercup zwischen B36 Tórshavn und HB Tórshavn berücksichtigt, 2008 kam er zum ersten Mal im Pokalfinale zwischen EB/Streymur und B36 Tórshavn zum Einsatz.
Die erste Begegnung zweier A-Nationalmannschaften folgte 2009 im Freundschaftsspiel zwischen Island und Liechtenstein. Zudem wurde er in der UEFA Europa League für das Spiel zwischen FC Lahti und KS Dinamo Tirana berücksichtigt. Der La Manga Cup war 2010 ein weiteres Turnier im Klubfußball mit der Beteiligung Reinerts, in welchem er bei vier Partien zum Einsatz kam. Am gleichen Ort leitete er währenddessen auch sein erstes internationales Spiel der Frauen zwischen der U-23 von Norwegen und den USA beim Vier-Nationen-Turnier. Im isländischen Ligapokalwettbewerb Deildabikar führte Reinert 2011 durch die Partie zwischen Valur Reykjavík und HK Kópavogur. Mit der Begegnung zwischen Moldawien und San Marino in der Qualifikation zur Fußball-Europameisterschaft 2012 folgte sein erster Pflichtspieleinsatz von A-Nationalmannschaften. 2012 wurde Reinert im Copa del Sol zwischen FC Kopenhagen und Schachtar Donezk eingesetzt. Ein Jahr später leitete er in der UEFA Youth League das Spiel zwischen Manchester City und Viktoria Pilsen. 2014 kam Reinert zudem zu jeweils zwei Einsätzen beim UEFA Regions’ Cup und zur Qualifikation zur U-19-EM der Männer. 2017 folgte sein zweiter Einsatz im färöischen Pokalfinale, er leitete die Partie zwischen B36 Tórshavn und NSÍ Runavík.
Insgesamt leitete Reinert 372 Erstligaspiele (349 bei den Männern (damit die drittmeisten hinter Eiler Rasmussen und Dagfinn Forná), 23 bei den Frauen), 138 Zweitligapartien, sechs Relegationsspiele, 57 Spiele im färöischen Pokal (50 bei den Männern, sieben bei den Frauen), elf Europapokalspiele, fünf A-, ein U-23-, elf U-21-, zwei U-19- sowie 21 U-17-Länderspiele. Sein Heimatverein als Schiedsrichter war zu Beginn wie auch schon als Spieler LÍF Leirvík. Aufgrund einer Fusion mit GÍ Gøta tritt er seit 2008 für Víkingur Gøta an.
Im November 2017 trat Kári á Høvdanum seine Nachfolge als FIFA-Schiedsrichter an.

## Persönliches
Reinert ist hauptberuflich als Lehrer in Tórshavn tätig.